# Max Salminen
Max Salminen (Lund, 22 de setembro de 1988) é um velejador sueco, campeão olímpico.

## Carreira
Max Salminen representou seu país nos Jogos Olímpicos de 2012, na qual conquistou a medalha de ouro na classe Star em 2012. 